# ドーリットル空襲
ドーリットル空襲（ドーリットルくうしゅう、英語：Doolittle Raid）は、太平洋戦争（第二次世界大戦）中の1942年（昭和17年）4月18日にアメリカ軍がアメリカ陸軍航空軍の爆撃機（航空母艦より発進）によって実施した日本本土に対する空襲のこと。名称は爆撃機隊の指揮官であったジミー・ドーリットル中佐に由来する。

## 概要
ドーリットル空襲とは、1942年（昭和17年）4月18日に、
航空母艦ホーネットから発進したB-25双発爆撃機ミッチェル16機が、太平洋戦争で初めて日本本土攻撃をした一連の空襲 である。
ヨークタウン級航空母艦2隻（エンタープライズ、ホーネット）を基幹とするハルゼー提督指揮下のアメリカ海軍機動部隊が太平洋を横断し、日本列島（本州）東方海域に到達して行った。
ジミー・ドーリットル中佐を指揮官とするB-25爆撃機16機は、日本本土各地（東京、横須賀、横浜、名古屋、神戸等）に空襲を実施し、主に民間に被害が出た。
軍事的な戦果は潜水母艦から航空母艦へ改造中の大鯨（龍鳳）が直撃弾で損傷、またアメリカ軍機動部隊の掃討により漁船改造の特設監視艇隊に被害が出た程度だったが、日本軍に与えた衝撃は極めて大きかった。
作戦遂行において中華民国の国民革命軍の支援を受けており、日本本土爆撃を終えたB-25のうち15機は中国大陸に不時着して放棄された。この際、搭乗員8名が日本軍の捕虜となり、その処遇を巡って問題になった。また1機はソビエト連邦支配地域に不時着して、搭乗員は抑留された。

## 背景

### 相次ぐアメリカ本土攻撃

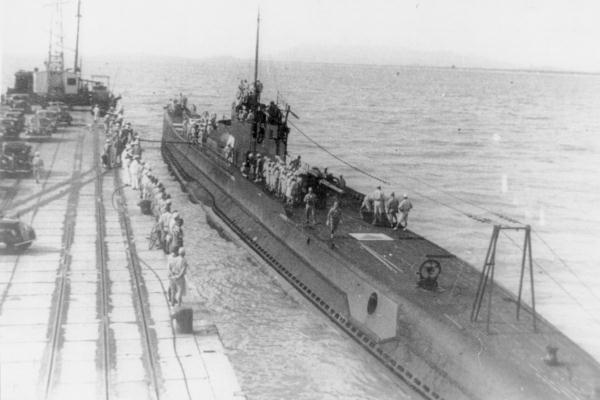
アメリカ本土沿岸で通商破壊戦を行った伊10。

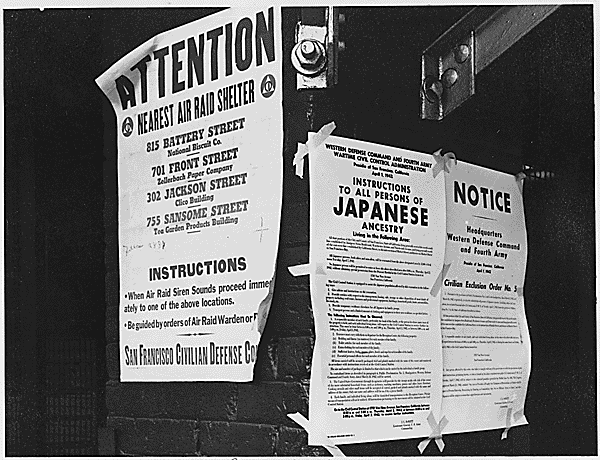
サンフランシスコ市内に張り出されたシェルターへの避難案内と日系アメリカ人に対する強制退去命令。

1941年（昭和16年）12月8日に行われた真珠湾攻撃以降、アメリカ軍は日本軍に対し各方面で一方的な敗退が続いた。さらに真珠湾攻撃終了後、同作戦支援にまわっていた日本海軍・先遣部隊（指揮官清水光美第六艦隊司令長官）の一部潜水艦を抽出して先遣支隊が編成され、アメリカ大陸西岸で行動する。
巡潜乙型潜水艦計9隻（伊9、伊10、伊15、伊17、伊19、伊21、伊23、伊25、伊26。10隻との記録もある）は、太平洋のアメリカとカナダ、メキシコの西海岸に展開し、12月20日頃より連合国、特にアメリカに対する通商破壊戦を展開した。
その結果、約10日間の作戦でアメリカ西海岸沿岸を航行中のアメリカのタンカーや貨物船を5隻撃沈し、5隻大破させ、その総トン数は6万4669トンに上った。中には西海岸沿岸の住宅街の沖わずか数キロにおいて、日中に多くの市民の目前で貨物船を撃沈した他、浮上して艦船への砲撃を行い撃沈するなど、活発な作戦を行った。
1942年（昭和17年）2月24日には、日本海軍の伊17乙型大型潜水艦によるカリフォルニア州サンタバーバラのエルウッド石油製油所への砲撃を行いこれに成功するなど、一連の本土への先制攻撃を行った。
これらの日本軍による一連の本土への先制攻撃は、これまで殆ど本土を攻撃された経験のないアメリカ政府のみならず国民にも非常に大きな衝撃を与えた。フランクリン・D・ルーズベルト大統領は日本軍の本土上陸は避けられないと判断し、ロッキー山脈でこれを阻止する作戦の立案を指示し、同時にニイハウ島事件の影響もあり日系アメリカ人の強制収容も行うこととなった。
さらにアメリカ政府はこれらの日本軍の本土攻撃に対して、国民の動揺と厭戦気分を防ぐべくマスコミに対する報道管制を敷いたが、その後も日本軍の上陸や空襲の誤報が相次いだ。さらには上記の砲撃作戦の翌日には、ロサンゼルスに対する日本軍機の空襲を誤認した陸軍による高射砲戦が行われた結果、6人の民間人の死者を出すなど（ロサンゼルスの戦い）、アメリカ国内は官民を問わず大きな混乱と恐怖に覆われることとなった。

### 日本海軍の米空母対策
1930年（昭和5年）の時点で日本海軍は、アメリカ海軍が保有するレキシントン級航空母艦（レキシントン、サラトガ）による東京空襲と、空母艦載機による爆撃や毒ガスによる市民への被害を指摘していた。
空母による空襲のほかにも、米軍航空部隊がソ連領やアリューシャン列島に基地を進め、陸上機により日本本土空襲を行う可能性もあった。1942年（昭和17年）2月下旬の図上演習では、米軍がニア諸島のセミチ島（アッツ島の近辺）に基地を建設し、開発されたばかりの米超大型爆撃機による帝都空襲に成功している。
また連合艦隊司令長官山本五十六大将は、昭和16年1月の及川古志郎海軍大臣にあてた「戦備ニ関スル意見」の中で、日本本土が空襲された場合の国民の動揺を懸念していた。大本営海軍部（軍令部）も本土空襲を懸念していたが、山本長官ほどの危機感はもっていなかった。
いずれにせよ米機動部隊による本土空襲（特に帝都空襲）を懸念していた日本海軍は、太平洋戦争開戦と共に日本列島東方約700浬に特設監視艇による哨戒網を構築し、基地航空隊の陸上攻撃機による長距離索敵との相乗で、米機動部隊を監視することにした。敵機動部隊来襲の場合、在内地艦船と航空部隊をもって邀撃する方針である。ただし、監視艇・哨戒機の数は不十分であった。
1941年（昭和16年）12月8日の開戦時、アメリカ海軍は作戦行動可能な空母を7隻（真珠湾方面配備〈レキシントン、エンタープライズ〉、西海岸および大西洋方面配備〈サラトガ、ヨークタウン、ホーネット、ワスプ、レンジャー〉）保有していた。真珠湾攻撃で日本海軍はアメリカ太平洋艦隊の戦艦群に大打撃を与えたが、空母の捕捉には失敗した。大本営海軍部は「米海軍は小部隊によるゲリラ戦に出るだろう」と判断しており、山本長官は「ゲリラ戦」が米空母部隊による本土空襲と判断していたという。
開戦以後、ハワイ方面の監視に従事していた日本海軍潜水艦部隊は幾度か米空母を発見するが、損害を与えられなかった。
1942年（昭和17年）1月初旬、伊号第三潜水艦がハワイ近海で米軍機動部隊を襲撃（失敗）。同方面の日本海軍潜水艦が索敵したところ、1月12日に伊号第六潜水艦が「レキシントン型1隻撃沈」を報告する。実際の戦果は空母サラトガ大破で、同艦は半年ほど修理を強いられた。
1月24日、クェゼリン環礁に帰投した伊六からの詳細報告により、連合艦隊はレキシントンの撃沈を確信する。連合艦隊は「当分、米機動部隊は太平洋方面で行動しないだろう」と判断、警戒態勢を緩めるとともに、南雲機動部隊（第一航空艦隊）をラバウル攻略作戦や南方作戦に転用した。東方の情勢に懸念をもっていた宇垣纏連合艦隊参謀長も、各艦隊・部隊の意見に押し切られた。
だが、アメリカ軍空母機動部隊は1942年2月初旬のマーシャル・ギルバート諸島機動空襲を皮切りにウェーク島や南鳥島など、日本軍の警戒が手薄な拠点に牽制攻撃を敢行した。日本海軍は潜水艦や陸上基地航空隊で邀撃あるいは索敵攻撃をおこなったが、米機動部隊を補足できなかった。
連合艦隊参謀長の宇垣纏少将は2月2日の陣中日誌『戦藻録』に「今回の事正に頂門の一針なり。開戦以来既に二ヶ月に垂んとす。彼も亦無策に終る筈なし。冒険性は彼の特徴なり。今や戦局南に西に火花を散らすの時機に投じたりと謂ふべく実効果と合はせ牽制の目的を達したり。今後と雖も彼として最もやりよく旦効果的なる本法を執るべし。其の最大なるものを帝都空襲なりとす。」と記した。宇垣少将は3月11日と12日の日誌にも同様の懸念を表し、戦勝祝賀日の最中に本土空襲があることを想定して「其の結果思ふだに戦慄を禁ずる能はず」と述べている。
2月8日、連合艦隊は通信量の増大から「対米国艦隊第三法」を発動し、横須賀に在泊中の空母翔鶴を出動させた。第五航空戦隊と第一艦隊の戦艦により「警戒部隊」を編成、米空母部隊の捕捉撃滅を命じたが異常はなく、2月15日に第三法解除に至った。
3月10日、連合艦隊は通信情報から米機動部隊が日本本土に来襲すると判断、対米国艦隊作戦第三法を発令した。警戒部隊・潜水艦部隊・陸上基地航空隊が出撃したものの米機動部隊は出現せず、3月18日の「第三法止メ」に至った。1月下旬以降、米軍機動部隊に関連する無線情報は1月31日・2月7日・17日・3月10日・28日の五回であったが、適中したのは1月31日と2月17日だけだった。
以上のように、日本海軍は米軍機動部隊の奇襲に翻弄され、有効な対策をとれなかった。真珠湾方面は警戒が厳しくて、潜水艦による偵察ができなかった。東太平洋方面の海軍航空兵力はトラック泊地方面の第二十四航空戦隊（常用陸攻27、飛行艇18、戦闘機27）、関東地区の木更津海軍航空隊と横須賀海軍航空隊にすぎず、反撃はおろか哨戒すら満足にできなかった。連合艦隊は受け身の不利を痛感し、敵空母をおびき出して撃滅するという着想に至る。軍令部や日本陸軍との折衝により二転三転したのち、連合艦隊は5月上旬にポートモレスビーを攻略（1月下旬に発令済み）、6月上旬にミッドウェー作戦を実施、7月上旬にFS作戦、10月を目途にハワイ攻略作戦の準備という計画を練った。
4月5日、大本営海軍部はミッドウェー攻略とアリューシャン西部要地攻略作戦に同意、採用を内定した。日本陸軍は「この作戦はハワイ攻略の前提ではないか」「アリューシャン作戦はソ連に悪影響を与えるのではないか」と疑っており、ミッドウェーおよびアリューシャン作戦に陸軍部隊の派遣を拒否した。
4月16日、永野修身軍令部総長は長期自給戦略態勢確立と戦争終末促進をはかる「第二作戦計画」について昭和天皇に上奏、裁可を得た。同日、軍令部は大海指第85号により連合艦隊（山本五十六司令長官）と支那方面艦隊（古賀峯一司令長官）に対し第二段作戦方針を指示した。ミッドウェー作戦、FS作戦（フィジー、サモア方面）、インド洋作戦、ハワイ攻略準備について触れていたとみられる。

### 米空母艦載機による空襲計画

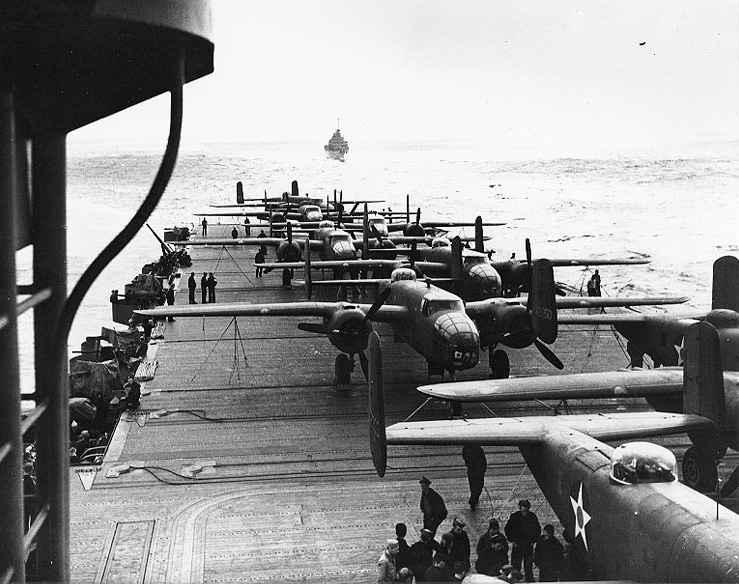
空母ホーネットに詰め込まれたB-25B改造機。

1941年（昭和16年）12月上旬の真珠湾攻撃以降も太平洋戦争の緒戦で、アメリカ軍は苦戦を強いられる。すでに述べたように、日本軍潜水艦によるアメリカ本土攻撃も、国民の士気に影響を与えた。この様な状況を受けて、アメリカ軍は士気を高める方策として日本の首都東京を攻撃する計画を立てた。後にドーリットルも「日本本土への空襲は、日本国民の心に混乱をもたらし、日本の指導者への疑念を抱かせ」「アメリカは士気を高める必要があった。」と自伝で述べている。
しかし、当時アジア太平洋の各地域で敗退を続けていたアメリカ海軍の潜水艦は警戒の厳しい日本本土を砲撃することのみならず、近付くにも大きな危険が伴うために、海軍艦船による砲撃は行えないと考えられた。
なお、アメリカ海軍は日本海軍のような潜水艦搭載偵察機とそれを搭載する大型潜水艦を実用化していなかった。
アメリカ陸軍航空軍は長距離爆撃機を保有していたものの、その行動半径内に日本を収める基地は無く、ソ連の領土は日ソ中立条約のため、爆撃のための基地使用は行えなかった。
アメリカ海軍の空母艦載機は航続距離が短く、爆撃のためには空母を日本近海に接近させる必要があり、これは太平洋上で唯一動ける空母機動部隊が危険に晒されることを意味した。
ルーズベルト大統領は、真珠湾攻撃から2週間後の時点で、海軍に日本本土空襲の可能性を研究させていた。1941年12月21日のホワイトハウス会議でルーズベルト大統領はアメリカ統合参謀本部に対し米国民の士気を高めるためにも可能な限り早く日本に爆撃すべきだと要求した。1942年（昭和17年）1月、海軍作戦部作戦参謀フランシス・S・ロー海軍大佐（潜水艦出身）は空母ホーネットの状況を確認した際、「航続距離の長い陸軍航空軍の爆撃機を空母から発艦させ、日本本土を爆撃する」というプランを思いつく。ロー大佐は、造船所視察のために滞在中だったアーネスト・キング提督にアイデアを説明。ロー大佐は、さらに航空作戦参謀ドナルド・B・ダンカン海軍大佐に報告した。アイデアはアーネスト・キング提督からヘンリー・アーノルド陸軍航空軍司令官に伝えられ、アーノルドはジミー・ドーリットル中佐を任務の指揮官に選んだ。艦載する爆撃機としてB-18、B-23、B-25、B-26が候補に挙がったが、B-18は航続力、爆弾搭載量共に不十分、B-23は全幅が長く艦橋部を通過できない、B-26は離陸距離が足りないといった問題があったため、条件をクリアしたのはB-25のみであった。
選定されたB-25のうちB型から24機が本作戦用に改修されることになり、1月22日から作業に入った。部隊は第17爆撃隊（第34、第37、第95爆撃中隊、第89偵察中隊）から志願者を選別した。長距離飛行が要求されるため、燃料タンクを大幅に増設した。爆弾槽内や無線士席の脇にも燃料タンクが設置され、下部銃塔も撤去してタンクの設置場所に充てていた。機密保持のため任務の性格上必要ないと判断されたノルデン爆撃照準器を取り外し、代わりに11番機機長チャールズ・ロス・グリーニング大尉発案の“Mark Twain”と呼ばれたアルミ製簡易照準器が搭載された。爆撃の様子を記録するため機体尾部に撮影機材が搭載された一方で尾部銃座は撤去され、木製の偽装銃身に交換された。着陸地点が未定だったためソ連に向かうことを想定して機体には防氷ブーツが装着され、作戦中は無線封止となるため無線機類は撤去されている。使用する爆弾は通常の500ポンド爆弾1発とTNTとアマトール混合の500ポンド特殊爆弾1発、焼夷弾128発を束ねたM54集束焼夷弾2発、計4発であった。
2月1日、ノーフォーク沖でジョン・E・フィッツラルド海軍大尉とジェームス・F・マッカーシー海軍大尉がB-25Bをホーネットから発進させることに成功した。4月1日、16機がサンフランシスコ・アラメダ埠頭で空母ホーネットの甲板にクレーンで搭載された。陸軍航空軍爆撃機の空母からの発艦は実戦では初であり、この作戦の詳細はルーズベルト大統領にさえトップシークレットとされた。また任務終了後は空母に帰投・着艦するのではなく、日本列島を横断して当時、日本軍と戦争中であり、連合国軍の主要構成国の1国であった中華民国東部に中華民国国軍の誘導信号の下で着陸する予定となった。蔣介石（中華民国総統）自身は日本軍の報復を恐れて着陸の延期を執拗に要請しており、また中華民国軍飛行場への誘導電波発信機設置は間に合わなかった。アメリカ軍はウラジオストクを避難場所とすることを検討してソ連に提案したが、日本と中立条約を結んでいた同国は拒否した。B-25を搭載する空母はホーネットとされ、姉妹艦のエンタープライズが護衛に付くこととなった。

### 参加兵力
第16任務部隊(護衛任務)
- ウィリアム・F・ハルゼー中将
- 空母 「エンタープライズ」
  - 重巡洋艦：ノーザンプトン
  - 重巡洋艦：ソルトレイクシティ
  - 駆逐艦：バルチ、ベンハム、ファニング、エレット
    - 給油艦：サビン

第18任務部隊(日本本土空襲任務)
- 空母 「ホーネット」
  - 重巡洋艦：ヴィンセンス
  - 軽巡洋艦：ナッシュビル
- 第52駆逐隊
  - 駆逐艦：グウィン、グレイソン、メレディス、モンセン
    - 給油艦：シマロン

（4月13日、ミッドウェー環礁北方で第16任務部隊と合同。同部隊に編入）

## 経過

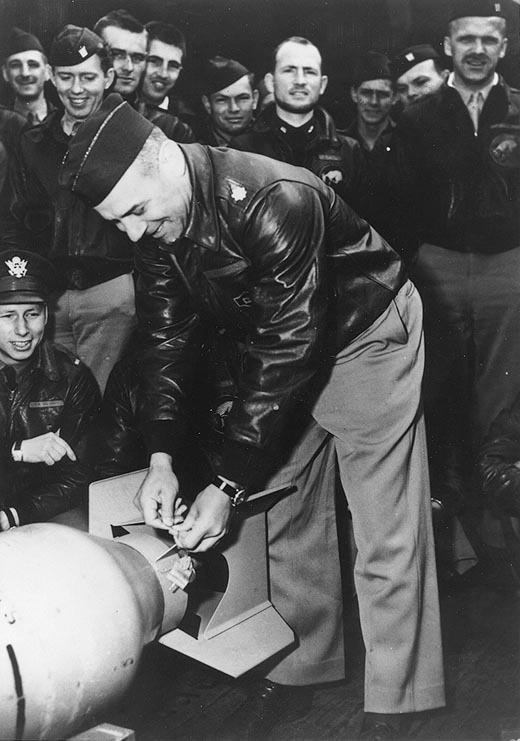
爆弾に日本の勲章を取り付けるジミー・ドーリットル中佐。

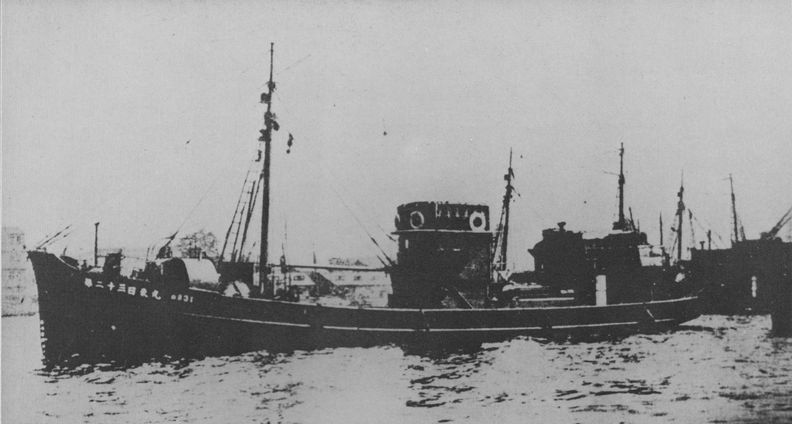
第二十三日東丸。

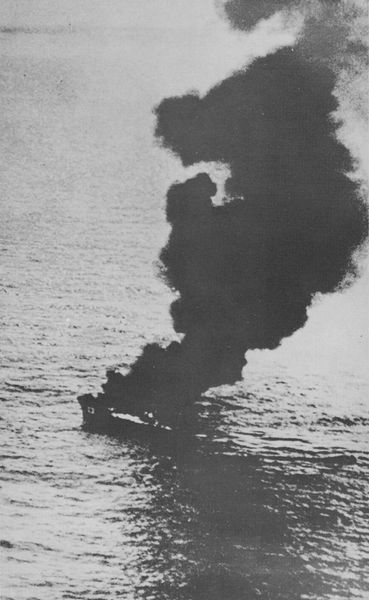
炎上する第二十三日東丸。

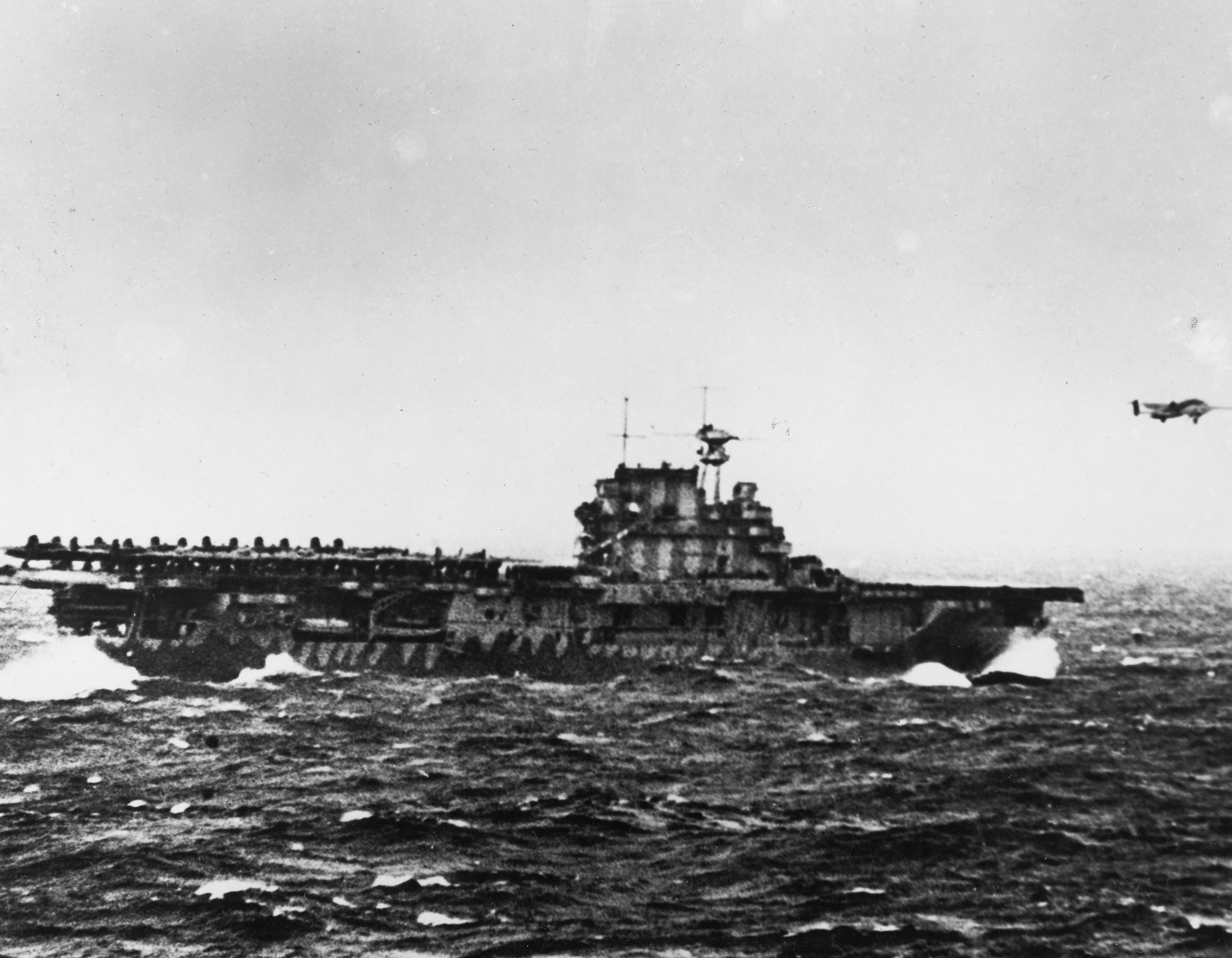
空母ホーネットから発艦するB-25。

### 艦隊発見
1942年（昭和17年）4月1日、16機のB-25を搭載した空母ホーネットおよび護衛の巡洋艦3隻、駆逐艦3隻はサンフランシスコを出撃した。4月13日、第18任務部隊（ホーネット隊）は、ハルゼー提督直率の第16任務部隊（エンタープライズ、巡洋艦2隻、駆逐艦4隻）と合流し、日本へ向かった。事情を知らないホーネットの乗組員は、B-25を真珠湾に運ぶ任務だと噂していた。エンタープライズ乗組員は、ソ連にB-25を輸送する任務だと噂している。ドーリットル自身は、被弾した場合は搭乗員を脱出させたのち目標に特攻する決意だったという。
事前の計画では、4月18日午後に日本本土（本州）沿岸距離500浬地点でB-25隊は発進（各機500ポンド爆弾4個搭載）。指揮官ドーリットル中佐機は夜間の東京に焼夷弾を投下、火災を目標に後続機が爆撃を敢行（ほかに名古屋、大阪、神戸を各1機が空襲）。空襲終了後は全機中国大陸に脱出というものだった。
攻撃予定日直前の4月18日02:10（03:15とも。以下時刻は24時間制で表記。）、エンタープライズはレーダーに2つの光点を発見する。米艦隊はSBDドーントレス爆撃機を索敵のため発進させ、同機は北緯36度4分 東経153度10分 / 北緯36.067度 東経153.167度地点で哨戒艇を発見した。
06:44、米艦隊は哨戒艇を視認。それは日本軍特設監視艇第二十三日東丸（日東漁業、昭和10年建造、90トン）に発見されたことを意味した。底引網漁船の第二十三日東丸は、軽巡洋艦ナッシュビルの砲撃とF4Fワイルドキャット（エンタープライズ）の機銃掃射を受けた。07:23に撃沈されて乗員14人全員は艇と運命を共にしたが、アメリカ軍側は巡洋艦の主砲砲弾915発（もしくは928発）、12.7mm機銃1200発、SBDドーントレス1機被撃墜（乗員は脱出）と30分を必要とし、第二十三日東丸に無線を使う時間を与えた。06:45に発信された『敵航空母艦2隻、駆逐艦3隻見ゆ』が「第二十三日東丸」最後の無電となった。
後日（昭和18年3月15日附）、日本海軍は第二十三日東丸に対し感状を授与した。
アメリカ軍は付近の哨戒艇を一掃する事を決意、エンタープライズから発進したドーントレス（アメリカ軍記録ではF4Fワイルドキャット戦闘機）は周辺の哨戒艇を攻撃する。7:00に特設巡洋艦粟田丸（日本郵船、7,398トン）、10:00に特設監視艇海神丸（高塚仁左衞門他、134トン）、11:00に特設監視艇第一岩手丸（東北興業、97トン）と第二旭丸（立石松義、164トン）、長久丸（大門長一、116トン）。11:30に第一福久丸（補償責任焼津信用販売購買利用組合、152トン）、特設砲艦興和丸（三光汽船、1,106トン）、特設監視艇第二十六南進丸（林兼商店、81トン）。12:00には特設監視艇栄吉丸（補償責任焼津信用販売購買利用組合、150トン）と粟田丸（2回目）、第三千代丸（中村碩郎、128トン）をそれぞれ攻撃した。以下、被害状況を記載する。
第二旭丸（第二哨戒隊）は11:00に銃撃を受け、戦死1名・戦傷2名を出した。
海神丸は11:00から銃撃を受けたが、被害軽微だった。
福久丸は11:35に艦爆から攻撃を受けたが、被害はなかった。
粟田丸は12:15に爆撃をうけ至近弾となり、軽傷1名を出したが船体の被害は軽微だった。
第三千代丸は12:22より機銃掃射を受け、戦死2名を出した。
第二十六南進丸は11:40から6回におよぶ空襲を受け、戦死1名・戦傷5名を出した。
長久丸は機銃掃射で火災が発生して漂流、翌日03:00に沈没した。生存者は粟田丸に救助された。
「栄吉丸」はSBD1機と交戦して重傷2名を出し、航行不能となる。特設巡洋艦赤城丸（日本郵船、7,389トン）に曳航されて本土に向かった。
「第一岩手丸」（第三哨戒隊）は米軍機の爆撃と機銃掃射で航行不能になり、翌日17:00に潜水艦「伊七四」が砲撃処分した（乗員は伊七四に救助）。
12:50、第二十一南進丸（林兼商店、88トン）が至近弾で航行不能となり、翌日17:00に軽巡洋艦木曾が砲撃処分した（乗員は木曽に救助）。
長渡丸（無限責任長渡浜漁業協同組合、94トン）は12:30頃より空襲を受けたが、この時点では被害軽微だった。だが米機動部隊に遭遇、艇長（前田儀作兵曹長）は敵情を確認するため、あえて機動部隊に向けて突入した。13時には『米空母2隻、米巡洋艦2隻を発見』したと通報する。空襲を受けて損傷。さらに約30分後の13:36、ナッシュビルが長渡丸を6インチ砲102発、5インチ砲63発と1時間を消費して沈めた。長渡丸の乗員9名が戦死し、5名がナッシュビルに救助されている。
アメリカ艦隊による一連の掃討により、特設監視艇隊は大きな被害を受けた。5隻沈没（第二哨戒隊3隻〈第二十三日東丸、長久丸、第二十一南進丸〉、第三哨戒隊2隻〈長渡丸、第一岩手丸〉）、7隻損傷（粟田丸、興和丸、第三千代丸、栄吉丸、第二旭丸、第二十六南進丸、海神丸）、戦死33名、戦傷者23名と記録されている。
しかし、漁船改造の特設監視艇隊の報告は米軍機動部隊の奇襲計画を狂わせており、この点で空襲（作戦）に与えた影響は極めて大きかった。
米艦隊は発艦予定海域手前の予想外の遠距離で日本軍に発見されたため、当初の夜間爆撃の予定をとりやめ、予定より7時間早い08:15からB-25爆撃機を発艦させ始めた。最後のB-25が09:16に発艦した後、艦隊は直ちに退避を開始した。
なお、B-25の7番機（テッド・W・ローソン中尉）の搭載爆弾には、駐日米海軍武官補佐官ステファン・ユーリカ海軍中尉の所有物で、かつて日本から授与された紀元2600年祝典記念章がドーリットルの手で装着されていた。ハルゼー提督（エンタープライズ乗艦）は「諸君、利息をつけて、この勲章を返してやれ、成功を祈る」と伝言している。

### 空襲
ドーリットル率いるB-25爆撃機16機は東京府東京市、神奈川県川崎市、横須賀市、愛知県名古屋市、兵庫県神戸市などを爆撃した。16機中15機が爆弾投下に成功したが、照準ミスや進路変更などにより当初の軍事目標以外の場所を爆撃した機も少なくなかった。また日本側当時の「言論出版集会結社等臨時取締法」統制により来襲の報道こそあったが被害状況は伏字により、国民の口にのぼる事もなかった。
| 機体 番号 | シリアル ナンバー | ニックネーム          | 所属 | 発艦 時間 | 機長                                                               | 目標          | 実際の攻撃地                           | 実際の攻撃地                                                  | 脱出状況               |
| 機体 番号 | シリアル ナンバー | ニックネーム          | 所属 | 発艦 時間 | 機長                                                               | 目標          | 爆撃                                   | 機銃掃射 （地上）                                             | 脱出状況               |
| --------- | ----------------- | --------------------- | ---- | --------- | ------------------------------------------------------------------ | ------------- | -------------------------------------- | ------------------------------------------------------------- | ---------------------- |
| 1番機     | 40-2344           |                       | 34BS | 08:15     | ジェイムズ・ハロルド・ドゥーリトル中佐（隊長）                     | 東京          | 東京市牛込区 東京市淀橋区              | -                                                             | 衢州付近で空中脱出     |
| 2番機     | 40-2292           |                       | 37BS | 08:20     | トラヴィス・フーヴァー中尉（Travis Hoover）                        | 東京          | 東京市荒川区                           | -                                                             | 寧波付近に不時着       |
| 3番機     | 40-2270           | Whisky Pete           | 95BS | 08:30     | ロバート・マニング・グレイ中尉（Robert Manning Gray）              | 東京          | 埼玉県川口市 東京市王子区 東京市葛飾区 | 埼玉県川口市 東京市葛飾区                                     | 温州西方で空中脱出     |
| 4番機     | 40-2282           |                       | 95BS | 08:32     | エヴァレット・ウェイン・ホルストロム中尉（Everett Wayne Holstrom） | 東京          | 相模湾 （洋上投棄）                    | -                                                             | 上饒南方で空中脱出     |
| 5番機     | 40-2283           |                       | 95BS | 08:35     | デイヴィッド・M・ジョーンズ大尉 (David M. Jones)                   | 東京          | 神奈川県川崎市                         | -                                                             | 衢県南方で空中脱出     |
| 6番機     | 40-2298           | The Green Hornet      | 95BS | 08:37     | ディーン・エドワード・ホールマーク中尉 （Dean Edward Hallmark）    | 東京          | 神奈川県川崎市 神奈川県横浜市          | 神奈川県横浜市                                                | 寧海付近に不時着水     |
| 7番機     | 40-2261           | The Ruptured Duck     | 95BS | 08:40     | テッド・ウィリアム・ローソン中尉 (Ted William Lawson)              | 東京          | 神奈川県川崎市                         | -                                                             | 寧海付近に不時着水     |
| 8番機     | 40-2242           |                       | 95BS | 08:47     | エドワード・ジョセフ・ヨーク大尉（Edward Joseph York）             | 東京          | 栃木県西那須野町 新潟県新津町          | -                                                             | ウラジオストク北に着陸 |
| 9番機     | 40-2303           | Whiring Dervish       | 34BS | 08:52     | ハロルド・フランシス・ワトソン中尉（Harold Francis Watson Jr.）    | 東京          | 東京市品川区                           | -                                                             | 撫州付近で空中脱出     |
| 10番機    | 40-2250           |                       | 89RS | 08:55     | リチャード・アウトコルト・ジョイス中尉（Richard Outcalt Joyce）    | 東京          | 東京市品川区                           | -                                                             | 衢州付近で空中脱出     |
| 11番機    | 40-2249           | Hari kari-er          | 34BS | 09:00     | チャールズ・ロス・グリーニング大尉（Charles Ross Greening）        | 横浜          | 千葉県椿海村                           | -                                                             | 衢州付近で空中脱出     |
| 12番機    | 40-2278           | Fickle Finger of Fate | 37BS | 09:01     | ウィリアム・マーシュ・バウワー中尉 (William Marsh Bower)           | 横浜          | 神奈川県川崎市                         | -                                                             | 衢州付近で空中脱出     |
| 13番機    | 40-2247           |                       | 37BS | 09:02     | エドガー・アール・マケルロイ中尉（Edgar Earl McElroy）             | 横須賀        | 神奈川県横須賀市                       | 神奈川県横須賀市                                              | 上饒北西で空中脱出     |
| 14番機    | 40-2297           | The Avenger           | 89RS | 09:05     | ジョン・アレン・ヒルガー少佐（John Allen Hilger、副長）            | 名古屋        | 愛知県名古屋市                         | -                                                             | 上饒南東で空中脱出     |
| 15番機    | 40-2267           | TNT                   | 89RS | 09:10     | ドナルド・グレゴリー・スミス中尉（Donald Gregory Smith）           | 神戸          | 兵庫県神戸市                           | -                                                             | 寧海付近で不時着水     |
| 16番機    | 40-2268           | Bat Out of Hell       | 34BS | 09:16     | ウィリアム・グラヴァー・ファロウ中尉 (William Glover Farrow)       | 大阪 ↓ 名古屋 | 愛知県名古屋市                         | 三重県伊曽島村 三重県四日市市 和歌山県名手町 和歌山県粉河町等 | 南昌付近で空中脱出     |

以下、特筆すべき機を記載する。
1番機（ドーリットル隊長機）は茨城県から東京上空に侵入し、12:15に空襲を行った。小石川後楽園の東京第一陸軍造兵廠を目標としていたが、全く無関係の場所を爆撃してしまい、民間人に死傷者を出す。その結果、早稲田中学の校庭にいた4年生の小島茂と通行人1名が死亡、重傷者4名、軽傷者15名、家屋50棟という被害が出た。1番機はその後日本陸軍の九七式戦闘機の追尾を振り切り、海軍厚木基地近くを通過して海上に出た。この時厚木基地に配備されていた機体は、旧式の九六式艦上攻撃機だった。中国大陸到達時の天候は悪化しており、また中華民国軍飛行場には誘導電波装置が設置されていないため夜間着陸は不可能となり、ドーリットルは落下傘脱出を命じる。午後9時30分（ホーネット発艦より約13時間、飛行距離約3620km）、搭乗員は自動操縦の機体から脱出した。ドーリットル自身は作戦失敗（東京空襲は成功したが、B-25輸送任務には失敗）だと判断していた。「軍法会議にかけられる」と悲観しており、部下に慰められたという。
2番機は1番隊長機を追い抜き、目標としていた東京第一陸軍造兵廠の兵器庫（東京都北区十条）を目指したが、快晴の中でも目標確認が取れず目についた施設を爆撃、当時の尾久町八、九丁目（現在の荒川区尾久橋付近）にて爆弾3個と集束焼夷弾1個を投下。当時の記録によると落下地点で直径10メートル、深さ5メートルの穴が開き、死亡10人・重傷34人・軽傷14人・全焼43戸・全壊9戸・半焼1戸・半壊13戸の被害が出た。よって本土空襲第一弾となり「尾久初空襲」と呼称される。事前の警戒警報は無くサイレンが鳴ったのは爆撃後の12時28分頃であった。
4番機は、唯一爆弾を海上に捨てて離脱したB-25となった。機長は日本軍機多数に迎撃され、機銃も故障して離脱したと申告している。
6番機は東京を目標としたのち、中国大陸沿岸の日本軍の占領区域に不時着した。爆撃手ダイター軍曹、航空機関士フィッツマーリス伍長が死亡し、機長ホールマーク中尉、副機長メダー少尉、ネルソン航空士が捕虜となった。
8番機は鹿島灘から東京へ侵入したが、機械不調のため燃料消費がはやかった。8番機は北上して栃木県の西那須野駅、新潟県の阿賀野川橋梁付近を爆撃しつつ、日本海へ抜けてウラジオストクに向かった。日本海を越えて19:35にソ連本土に不時着（ウラジオストク近郊の飛行場に着陸とも）したが、すぐにソ連警察によって拘留されてしまう。乗員は捕虜的立場で各地を転々と移送されたのち、同盟国のイギリスの影響圏であるイラク（一部著作ではイラン） に脱出して、1943年（昭和18年）5月29日にようやくアメリカに帰還した。
11番機は本土侵入後に水戸陸軍飛行学校の航空隊機に迎撃された（後述）。そのため横浜に侵入することができず、回避行動中に発見した建設中の香取海軍飛行場を爆撃し、九十九里浜を抜けて離脱した。

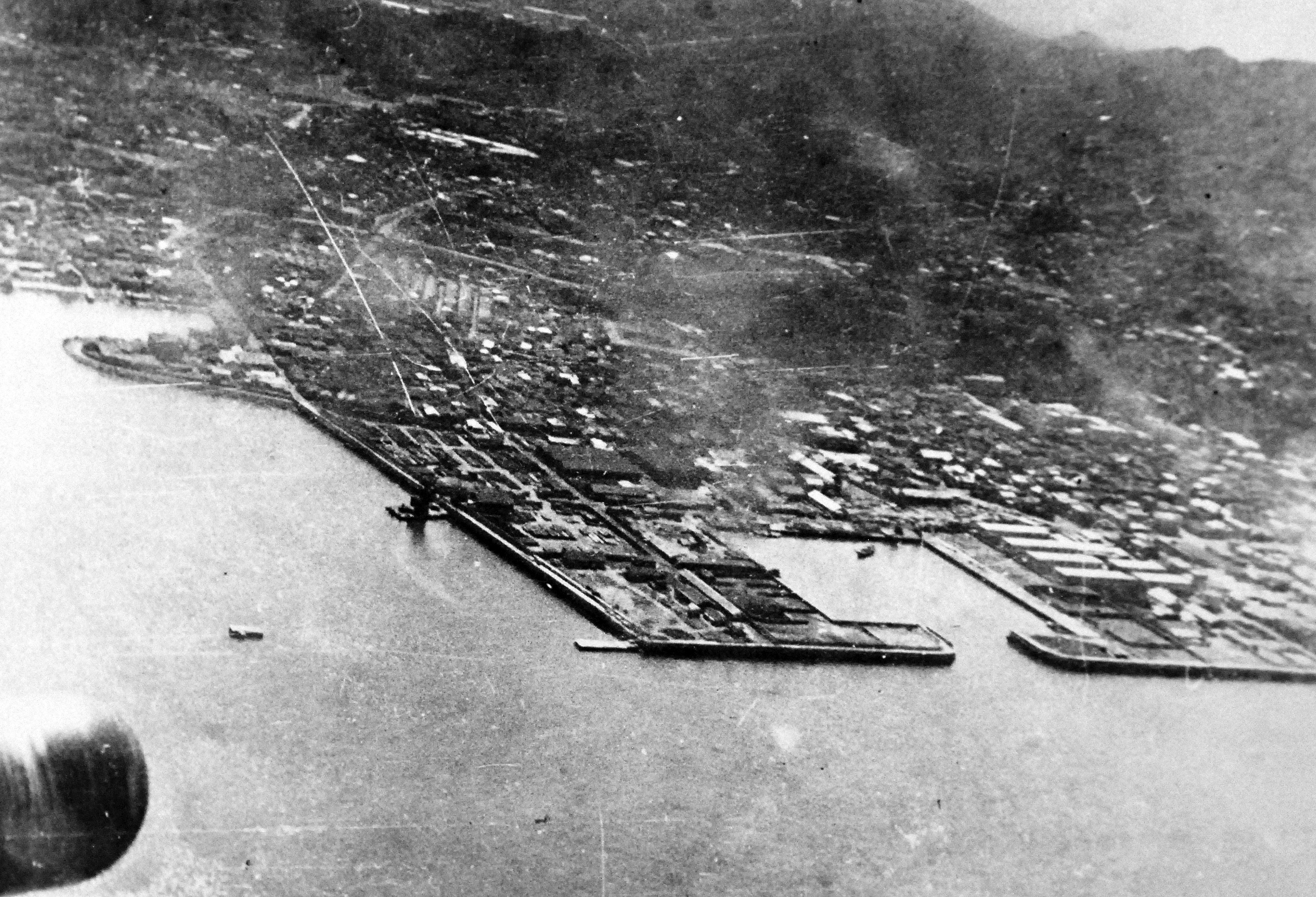
横須賀軍港に対する空襲
（13番機より撮影）

13番機は、房総半島の南部を横断して横須賀に向かった。13:00頃、記念艦「三笠」の上空から爆撃を開始し、3発目の爆弾が、横須賀軍港第4ドックで潜水母艦から空母へと改装中だった大鯨（龍鳳）に命中する。大鯨では火災が発生した。13番機は日本海軍の中枢（横須賀鎮守府）を爆撃することに成功し、対空砲火の中を離脱した。
16番機は、ホーネット発艦時にプロペラ接触事故で乗組員1名が左腕を切断した。当初は大阪を目標としていたが実際に爆撃したのは名古屋で、投下後は和歌山に向かい、後に中国奥地で5名全員が捕虜となった。この16番機は日本領土内の各地で民間人に対する機銃掃射を行い、これが後の死刑判決に繋がった。
空襲を終えた16機のB-25のうち、北のウラジオストクへ向かった8番機を除く15機のB-25は日本本土南岸の洋上を飛んで中国大陸へ向かった。この時、B-25は遭遇した船舶に対して、それが民間船であろうと機銃弾のある限り攻撃を行った。15:00、室戸岬沖で漁船「高島丸」が攻撃を受け重傷1名。16:00、足摺岬沖で漁船「第二三木丸」が2機に銃撃され、2名が死傷した。17:15、鹿児島県の口永良部島近海で漁船「昌栄丸」が機銃掃射を受け、重傷1名が出た。

### 日本軍の反応

#### 日本海軍

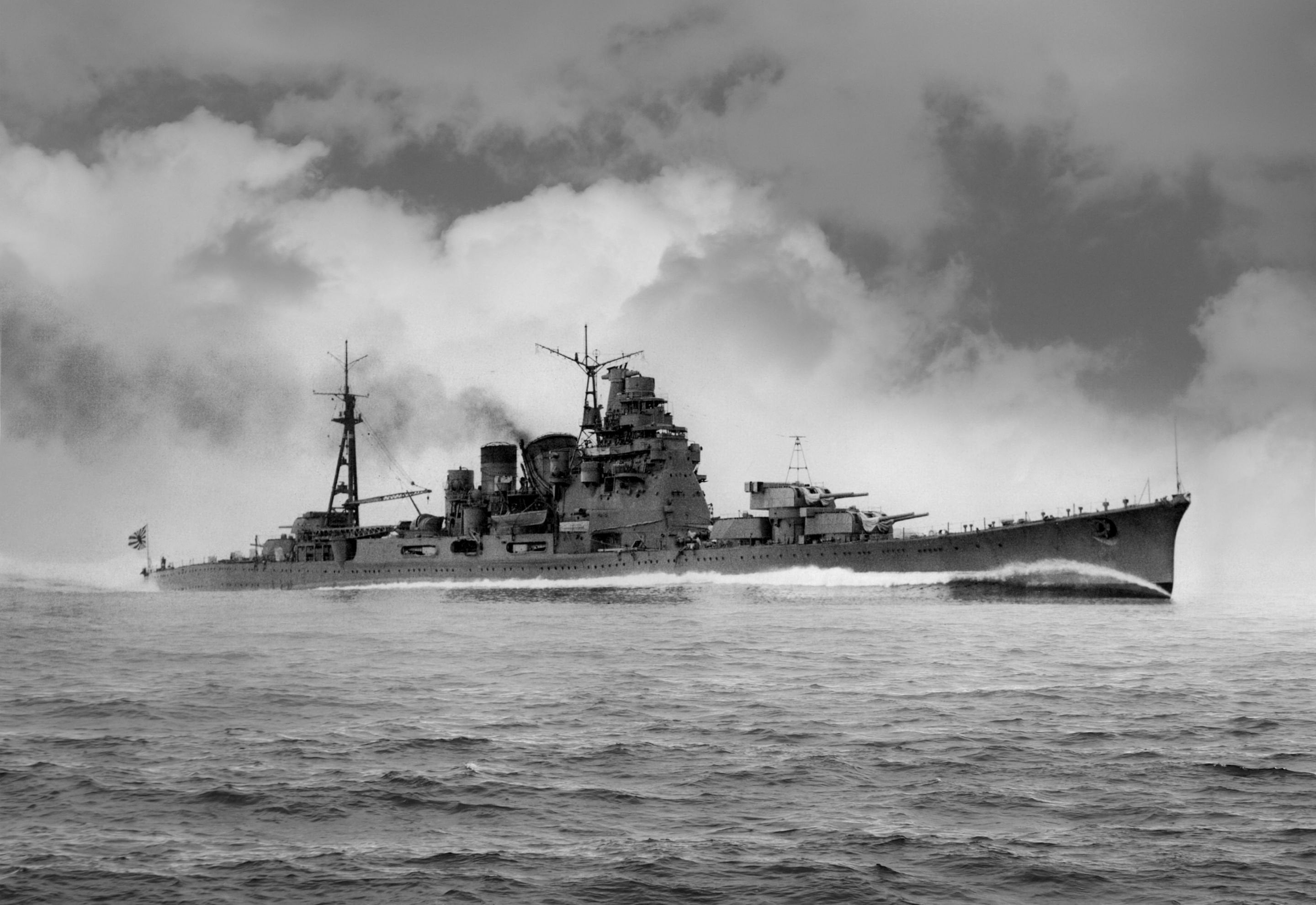
重巡洋艦高雄。

4月9日、日本海軍は真珠湾方面に哨戒機多数を確認、14-15日には北方方面での哨戒機多数出現から「アリューシャン方面に有力部隊行動中の算あり」との見方を持った。だが、連合艦隊、第五艦隊とも米機動部隊の本土来襲を予期できなかった。
4月18日06:30、「第二十三日東丸」から『空母2隻を含む機動部隊発見』という通報を受けた日本軍は、警戒を厳とする。しかし米空母機動部隊の発見位置は、本土より600浬以上東方であった。日本海軍は、アメリカ軍の攻撃は航続距離の短い艦載機によるものと判断する。アメリカ軍機（攻撃距離250浬）の発進および関東地方空襲は、翌日（4月19日）早朝と推測した。
そこで連合艦隊（旗艦大和、瀬戸内海桂島泊地所在）は「対米国艦隊作戦第三法」を発令。第二艦隊司令長官近藤信竹海軍中将（旗艦愛宕）の第二艦隊に米機動部隊の捕捉・撃滅を命じる（連合艦隊機密第801番電）。近藤中将は前進部隊指揮官として内地在泊艦艇を指揮することになった。
「愛宕」は空襲前日に横須賀に戻ったばかりで、近藤長官以下第二艦隊首脳部は4月18日朝から軍令部に出張していた。
空襲時の横須賀には高雄型重巡洋艦2隻（愛宕、高雄〈整備中〉）、水上機母艦瑞穂、第4駆逐隊の陽炎型駆逐艦2隻（嵐、野分）が在泊しており、空母祥鳳は東京湾で訓練中だった、三河湾には重巡洋艦摩耶（第四戦隊）、瀬戸内海には第五戦隊の妙高型重巡洋艦2隻（羽黒、妙高）、呉軍港には軽巡洋艦神通（第二水雷戦隊旗艦）が所在だった。
上記艦艇に加え、日本に帰投中の重巡洋艦鳥海（4月16日カムラン湾発、18日時点で新南群島航行中）、第7駆逐隊、第8駆逐隊、第10駆逐隊が前進部隊に編入され、米機動部隊の迎撃任務にあたることになった。
同時に、連合艦隊は内海西部所在の警戒部隊（2月8日に編成。指揮官高須四郎第一艦隊司令長官、第二戦隊〈伊勢、日向、扶桑、山城〉、第九戦隊〈北上、大井〉、空母部隊〈鳳翔、瑞鳳、三日月、夕風〉、矢風等）に、前進部隊の支援を命じた。駆逐艦が少ないため、4月17日に呉を出撃したばかりの第15駆逐隊（親潮、黒潮、早潮）が警戒部隊に編入された。
第二六航空戦隊（基地航空隊）及び臨時に指揮下に入った航空部隊（第二十一航空戦隊、第四航空隊〈木更津陸攻隊〉、空母加賀飛行隊）も戦闘準備を整え、木更津からは06:35より一式陸上攻撃機4機が発進した。
トラック泊地へ進出中の第六艦隊（先遣部隊指揮官小松輝久中将）は、09:40に軍艦2隻（練習巡洋艦香取、甲標的母艦千代田）と東方先遣隊（潜水艦6隻）から潜水艦部隊を分離、掃航索敵を命じ、千代田には警戒部隊合同を命じた。本土東方500浬附近所在の第三潜水戦隊（伊号第八潜水艦、第11潜水隊、第12潜水隊）も索敵攻撃を命じられた。
横須賀鎮守府は08:05に「第二十三日東丸」からの敵機動部隊発見第一報を受信し、08:20に航空部隊に対し「敵艦船攻撃第二法」を下令した。08:30、横鎮管区に警戒警報が発令される。軍令部は各方面鎮守府部隊の航空隊を横須賀鎮守府司令長官の指揮下に入れ、関東地方に集中することにした。
また、これに先立ち最初にアメリカ軍の空母発見の報告を受けた第五艦隊司令長官細萱戊子郎中将は、まず特設巡洋艦2隻（粟田丸〈第二哨戒隊支援艦〉、浅香丸〈第三哨戒隊支援艦〉）に、哨戒隊支援および接触を命じた。つづいて帰投中の第二哨戒隊に、敵発見地点を基準として索敵するよう命じた。
釧路港で休養整備中だった部隊も出動を命じられた。特設巡洋艦赤城丸は4月18日09:00に、第一哨戒隊の昌光丸と監視艇17隻は同日14:30に釧路を出撃、20日夜までには東経149度線の配備についた。
室蘭に停泊していた重巡洋艦那智（3月10日附北方部隊編入）は11:15に出撃。09:20に厚岸を出撃していた第二十一戦隊の軽巡洋艦2隻（木曾、多摩）は18:30に那智と合流し、共に米機動部隊の迎撃へと向かった。迎撃へと向かった各部隊は上記のように米機動部隊が翌日19日に攻撃圏内へ入ると考えていたが、実際には既にB-25を発進後直ちに退避していた。そのため、これらを捕捉することができなかった。
第二艦隊や警戒部隊は外洋に出て米機動部隊を捜索したが会敵できず、4月20日夕刻に作戦を中止する。21-23日にかけて各艦は母港へ戻った。
当時無敵を誇った南雲機動部隊（司令長官南雲忠一中将、参謀長草鹿龍之介少将、参謀源田実他）はインド洋で行われたセイロン沖海戦から日本への帰路についており、台湾近海を航行中だった。南雲麾下の第二航空戦隊(司令官山口多聞少将)に属する空母2隻（蒼龍、飛龍）にも迎撃命令が下ったが、関東沖合の米機動部隊を捕捉するには距離が遠すぎた。草鹿参謀長は「なにかに対するゼスチュアとするなら別問題であるが、戦争にゼスチュアは禁物である」と回想している。
なお横須賀軍港には多数の艦艇が停泊しており、祥鳳・愛宕・高雄・嵐・野分・朝潮・荒潮・潮・漣・第二十二駆潜艇等が発砲したが、いずれも命中弾はなかった。また、宮崎県の都井岬沖には第15駆逐隊（親潮、黒潮、早潮）が航行しており（前述のように警戒部隊編入を命じられていた）、16:17に駆逐艦「黒潮」がB-25数機を発見し、主砲と機銃で攻撃したが、損害を与えることはできなかった。

#### 日本陸軍
日本海軍からの通報を受けた陸軍は、万一に備えて各地の飛行部隊と防空部隊に防衛と哨戒命令を出した。さらに敵爆撃機警戒警報を出したが、「敵機の高度は高い」の通達が各地の判断を惑わせる。このため各部隊はB-25編隊を発見しつつ、日本軍機と勘違いして上級司令部へ通報してしまう。また当時のB-25のアメリカ軍国籍マークは旧式スタイル（青い円の上に白い星、白い星の中心に赤い円）のため、自国の軍機と勘違いしてB-25に手を振る民間人もいたという。
菅谷と岩屋監視哨はB-25をアメリカ軍機と断定して報告したが、電話交換手と監視隊本部との押し問答で15分を浪費し、情報は有効に生かされなかった。かろうじてB-25の通過前に迎撃を開始した高射砲部隊もあったが、旧式の八八式七糎野戦高射砲でB-25を捕捉することは出来なかった。逆に高射砲弾の破片が市民7名を負傷させた。陸軍よりも海軍の高射砲台の方が活発に射撃したが、1発の命中弾もなく終わる（また、各砲台は半分以上が工事中だった）。なお陸海軍とも三八式歩兵銃による対空射撃が多数記録されているが、全く命中しなかった。

#### 陸海軍航空隊

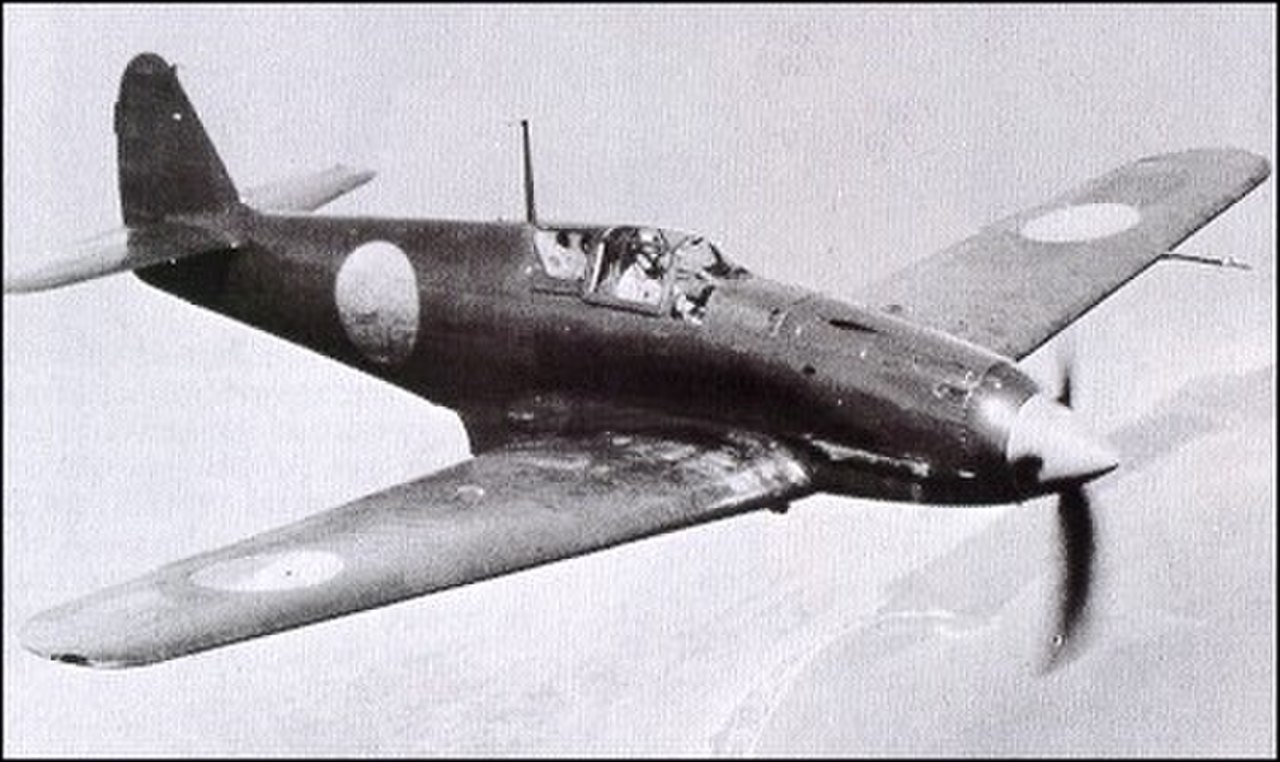
三式戦「飛燕」一型（キ61-I）

三沢海軍航空隊第十一航空艦隊第二六航空戦隊の木更津基地からは、一式陸上攻撃機部隊が米艦隊捜索に発進した。第四索敵機（有川俊雄中尉）が09:30にB-25単機（国籍不明の双発飛行艇らしきもの、西進を報告）を発見したのみで、米艦隊発見には至らなかった。この陸攻は、アメリカ軍の機動部隊に相当接近したと思われ、エンタープライズは50 km まで接近した偵察機の存在を記録している。
午後12時30分、第十一航空艦隊は敵艦隊の位置がわからないまま、魚雷を装備した一式陸攻30機（第六空襲部隊22機、三沢空8機）、零戦12機、内地に帰還していた空母加賀所属の零戦12機を米艦隊発見地点に向かわせた。
しかし米艦隊は既に反転しており、出撃は空振りに終わった。一式陸攻3機が墜落と不時着で失われ、零戦1機も不時着して大破した。各基地の航空隊は19日以降も索敵を行い、大部分は米軍機動部隊攻撃に備えて待機したが、もはや出番はなかった。
B-25の大半の侵入ルートにあった水戸陸軍飛行学校は、本来航空通信と機上射手の教育を目的としていたため、航空戦力がなかった。教官の平原金治曹長が九七式戦闘機で出撃したものの、B-25には追いつけなかった。しかしながら、試作戦闘機「キ61」（のちの三式戦闘機「飛燕」）試作2・3号機に搭載したホ103 一式十二・七粍固定機関砲射撃試験のため、水戸飛校を訪れていた陸軍飛行実験部実験隊の荒蒔義次少佐、梅川亮三郎准尉がキ61で迎撃している。荒蒔機は装備の弾薬筒を代用弾（演習弾）から実弾に変更するため離陸が遅れ、会敵出来なかったものの、梅川機は代用弾のまま先行離陸、B-25の11番機を捕捉し、白煙をふかせた。しかし11番機は撃墜には至らず離脱したため、これによって撃破されたB-25は4番機（ホームストロム少尉）ともされている。なお11番機は日本軍戦闘機2機の撃墜を報告したが、キ61は無事帰還した。また川崎を爆撃した9番機（ハロルド・F・ワトソン中尉）は、機関銃を4丁装備した引き込み脚の戦闘機から攻撃を受けたと報告している。
さらに正午に翌日ラバウル航空隊へ送るために試験飛行をしていた海軍の十三試双発陸上戦闘機が横浜上空に高角砲の弾幕と山肌スレスレを飛行する双尾翼の双発機を目撃し、操縦していた小野飛曹長は九六式陸上攻撃機かと思ったものの、当日早朝に敵空母機動部隊発見の報告から警戒警報が出されていたことから米軍機かもしれないと考え、実弾を積んでいなかったため攻撃は行わず、急いで木更津基地へ滑り込んだ。
横須賀航空隊からは、宮崎勇飛行兵曹ら3機の零戦が発進し、哨戒飛行にあたっていた。零戦を順次上空哨戒に発進させていたところ、B-25の空襲がはじまった。零戦隊は『双発機2機が試験飛行で飛ぶので注意せよ』との通達を受けており、対空砲火の中を飛ぶB-25を通達のあった味方機と誤認した。零戦隊が敵機だと知らされたのは着陸してからだった。
東海地区では、B-25到達までに時間があったことから、空襲前に迎撃機が発進した。鈴鹿海軍航空隊から九六式艦上戦闘機9機、九六式艦上攻撃機、九七式艦上攻撃機6機が出撃したが、空振りに終わった。「陸上爆撃機は高高度襲来」の思い込みから高高度で待機し、少数機が低空で飛行するB-25を見落とした結果だった。逆に洋上哨戒に出た九七式艦上攻撃機1機が不時着し、乗員は救助された。陸軍からは明野陸軍飛行学校が臨時防空戦闘機隊を編成し、一式戦闘機「隼」3機、九七式戦闘機15機に教官が搭乗して離陸した。この部隊もB-25と遭遇できずに帰還した。阪神地区では、陸軍の飛行第13戦隊が空襲にまったく対応できず、出撃記録も不明である。ただし、B-25の15番機が神戸上空で九七式戦闘機2機を目撃している。海軍は阪神地区の防空を担当しておらず、動きはなかった。岩国航空隊が所属機を横須賀に派遣したのみである。
洋上では、佐伯海軍航空隊所属の九九式艦上爆撃機2機が15:47に高知県足摺岬沖でB-25を発見した。井上文刀大尉は追跡を命じたが、速度の遅い艦上爆撃機ではいかんともしがたく、振り切られた。

## 結果

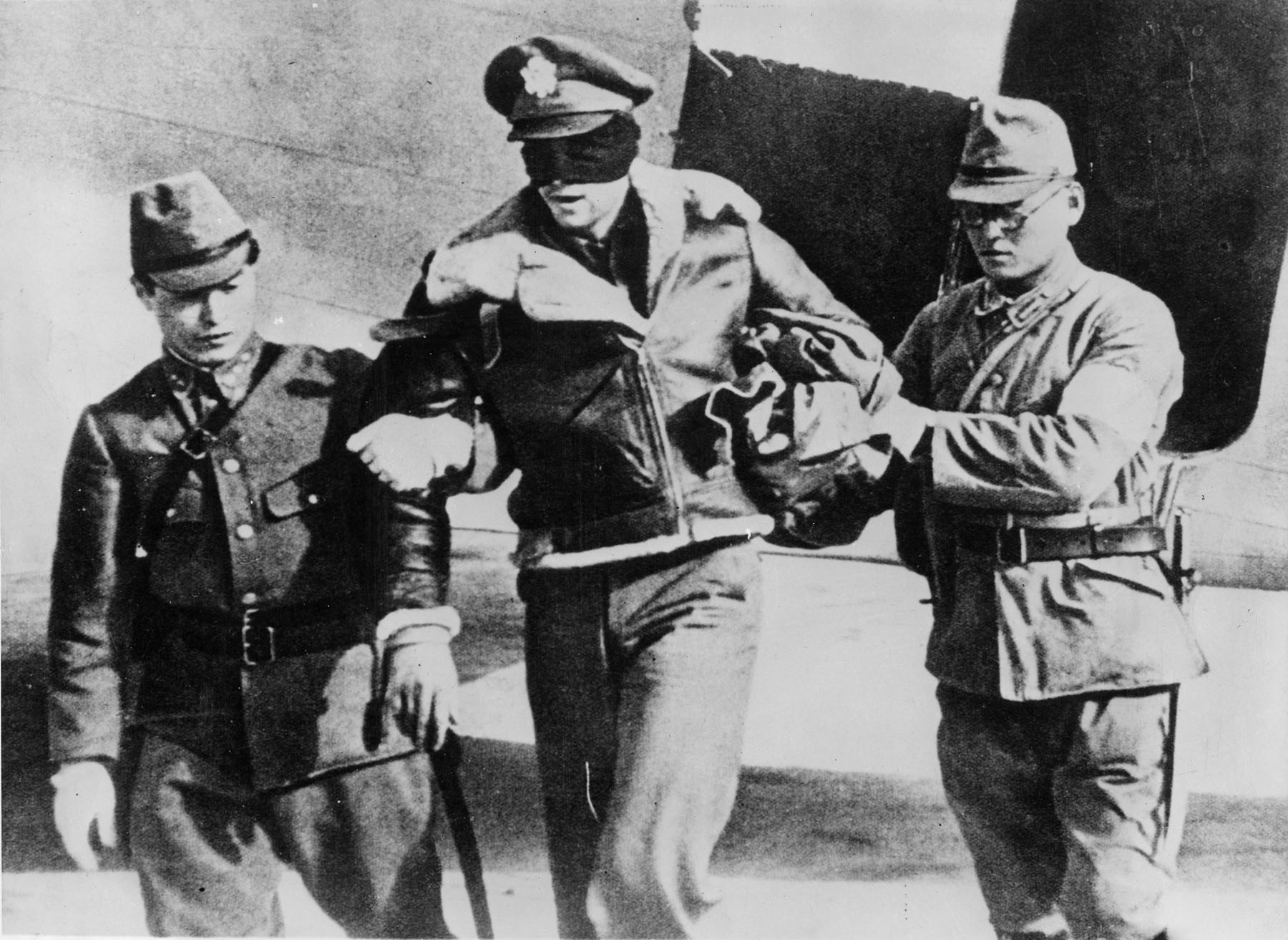
捕虜となったB-25搭乗員を連行する憲兵下士官

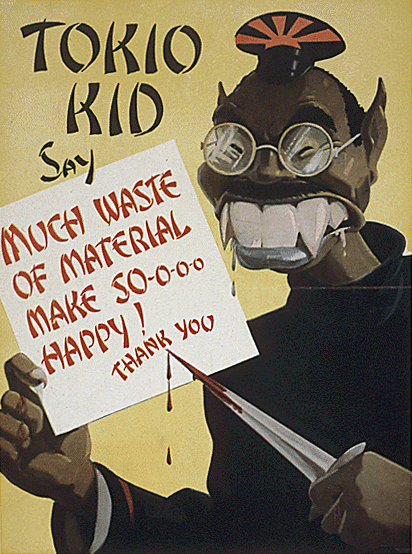
搭乗員を処刑した事に対するアメリカのプロパガンダ諷刺画

発表によって異なるが、日本側の被害は死者87名、重傷者151名（うち後日死亡1名）、軽傷者311名以上、物的被害は家屋400戸で、うち家屋全壊・全焼112棟（180戸）以上、半壊・半焼53棟（106戸）以上であった。このうち9名は日本軍高射砲の破片によると認められている。国際法上禁止されている非戦闘員に対する攻撃を故意に行った機もあった。
葛飾区にある水元国民学校では、高等科の生徒、石出巳之助が機銃掃射を受け死亡した。この学童には「悲運銃撃善士」という戒名が与えられた。
また、日本軍の航空機と勘違いし、手を振った学童に対しても機銃掃射したが死者は出なかった。ただし、このB-25（3番機）は学校屋上に設置されていた防空監視櫓を見て軍事施設と誤認した可能性がある。14番機は名古屋病院を爆撃したが、これは第3師団司令部を狙った攻撃がそれたためである。16番機は他のB-25に比べて積極的に機銃掃射を行った。
爆撃機隊は日本列島を横断し、中華民国東部にて乗員はパラシュート脱出した。この結、15機のB-25が全損となった（11機落下傘脱出、4機着水）。8番機はソ連のウラジオストクに不時着、乗員は抑留された（詳細前述）。爆撃機隊のうち、乗員戦死が1名、行方不明が2名、捕虜となったのが8名（後日3名処刑、1名病死。詳細後述）。ドーリットル中佐は陸軍准将へ二階級特進、隊員全員は重慶で蔣介石と宋美齢（蔣介石夫人）と晩餐会を共にした。5月5日、ドーリットルはダグラスDC-3で重慶を出発し、中東・アフリカ経由で5月18日にアメリカ（ワシントン）へ帰国。議会名誉勲章を授与された。他の隊員も順次帰国し、熱烈な歓迎を受けた。ただし、捕虜搭乗員への配慮から、作戦の全貌は秘密にされた。
昭和天皇は杉山元参謀総長からではなく東久邇宮稔彦王防衛総司令官に「真相を直接報告せよ」と勅命した。それに対し、東久邇宮防衛総司令官は「敵機は一機も撃墜できませんでした。また今のような体制では国内防衛は不可能です」と答申する。なお、大本営は「敵機9機を撃墜。損害軽微」「わが空地上両航空部隊の反撃を受け、逐次退散中なり」と発表した。中部軍に至っては、空襲直後に「東京防空隊ノ撃墜セシ機数7」を報告している。
しかし当日は晴天であり、墜落した航空機など市民からは一機も確認されなかった。このため、大本営の発表に対し市民の間に疑念が広がり、「皇軍は空機（9機と空気をかけた駄洒落）を撃墜したのだ」と揶揄するものもいた。そのため陸軍は中国大陸に不時着した16番機の残骸を回収し、空襲時に撃墜した機体として4月25日から靖国神社で展示して、国民の疑念を晴らそうとした。4月26日の朝日新聞は『まさしく大東亜戦下の靖国神社臨時大祭にふさわしい景観』と評している。陸軍報道部は「指揮官はドゥ・リトルだが、実際（被害）はドゥ・ナッシング」と発表した。大本営は誤報を訂正することなく、新聞・ラジオが空襲被害状況を一切不可とし、空襲関係発表を大本営に一元化することにした。ドーリットル空襲の結果、武藤章が解任されたとの見方もある。この空襲のため東京六大学野球の開会式が中止となった。また、この空襲が海軍のミッドウェー作戦を山本五十六らに決意させたという見方がある。
朝日新聞は4月19日朝刊で『バケツ、火叩きの殊勲、我家まもる女子、街々に健気な隣組』『初空襲に一億たぎる闘魂、敵機は燃え、堕ち、退散。"必消"の民防空に凱歌』『われに必勝不敗の国土防衛陣あり』等を報じ、日本国民の冷静さを強調した。一方、日本軍は空襲に対して疑心暗鬼となっていた。空襲前日の4月17日、伊豆諸島沖を航行していたソ連商船「セルゲイ・キロフ」が駆逐艦「澤風」の臨検を無視して逃走し、「澤風」が拿捕する。ソ連船は4月22日まで拘留された。足摺岬沖のソ連商船「バンゼッチ」も、九九式艦爆2機から威嚇射撃を受けた。これはソ連商船がB-25の行動を本国に報告しており、空襲と関係があるものと疑ったためである。駆逐艦「早潮」はソ連商船の連行を命じられたが、悪天候のため一時見失った。
空襲後は各地の監視哨から存在しない敵大編隊発見の報告が入り、上級司令部を混乱させた。カモメの大群を「敵味方不明の大編隊」とする報告や、存在しない米軍機との交戦報告が多数寄せられている。一例として、大阪警備府は「ブリストル ブレニム爆撃機と目下大阪上空にて防空隊と交戦中」と4月19日に報告した。また陸海軍機に対する誤認と誤射が18日から21日にかけて多数発生し、鹿島空の九六式陸上攻撃機が陸軍戦闘機から誤射され、高橋光夫電信員が戦死した。誤認空襲警報により、天皇や皇族たちも臨時避難を余儀なくされた。
4月21日、神戸沖で公試中の水上機母艦「秋津洲」（艦長黛治夫大佐）は「B-25を発見、砲撃して撃退した」と報告する。実際は、九六式陸上攻撃機かダグラス輸送機に対する誤射であり、弾丸の破片が関西汽船所有の小型客船「天女丸」に降り注いだ。
一方、日本軍に逮捕された爆撃機搭乗員8人は、都市の無差別爆撃と非戦闘員に対する機銃掃射を実施した戦時国際法違反であるとして、捕虜ではなく戦争犯罪人として扱われた。アメリカは爆撃機搭乗員が捕虜になったことを知ると、「彼らは軍事目標のみを攻撃した」と事実とは異なる主張を展開した。5月6日、昭和天皇は蓮沼蕃侍従武官長に以下の希望を述べた。
1. 日本武士道に反せざるよう[274]
2. 国際関係に悪影響を及ぼさざるよう[274]
3. 帝国臣民にして敵側に抑留せらある者（将来も起り得べし）に対する敵側の報復を誘わざるよう、穏便に行うこと[274]

その後、上海市で開廷された軍事裁判（第十三軍軍事裁判所）の結果、1942年（昭和17年）8月28日に8名全員に対して「人道に反する行為を犯した罪」により死刑が言い渡された。
中央部では判決を支持する声が多かったが、天皇の意向を受けた東條首相は慎重姿勢であり、審議が続いた。
10月13日、参謀総長は支那派遣軍総司令官に対し死刑執行を3名（操縦士2名、銃手1名）とし、残5名を無期監禁とするよう希望する。14日、減刑命令発令。10月15日、上海競馬場で操縦士2名と銃手1名が処刑された（ディーン・E・ハルマーク〈ホールマーク〉中尉、ウィリアム・ファロー中尉、ハロルド・スパッツ軍曹）。10月19日、大本営陸軍報道部長は談話を発表した。
福留繁（当時、軍令部第一部長）は「陸軍はいつの間にか捕虜の処刑をすませ、天皇にも海軍にも事後奏上や通告ですませた」「日本を攻撃して捕虜になったら死刑になるという見せしめのためであった」と回想している。
1943年（昭和18年）4月23日、アメリカはドーリットル隊員が処刑されたことをはじめて報道する。また、日本政府に対して抗議を行う。
同時に日本側の行為を『野蛮人の蛮行』として非難し、大々的にプロパガンダに利用した。また日本の指導者であった東條英機を「血に飢えた独裁者」であると宣伝し、現在もアメリカ国内ではそのように認識されている。1944年（昭和19年）にこれら捕虜を描いた映画『パープル・ハート』が20世紀フォックスによって製作された。ガダルカナル島の戦いやアッツ島の戦いを経た同時期に至ると、連合国の間では日本人絶滅政策を検討するようになった。米軍の調査によれば、約半数の米兵が「平和が回復されるまで日本人（軍人・民間人関係なく）は一人残さず殺すべきだ」と考えていたという。1944年（昭和19年）12月の世論調査（戦争終了後、日本人に対する処置について）では、アメリカ国民の13％が日本人の全員殺害を希望するようになった。ルーズベルト大統領首席補佐官ウィリアム・リーヒ提督は「日本は我々のカルタゴ」と表現している（1942年9月）。
3人の遺体は火葬ののち国際赤十字を通じてアメリカ側に引き渡された。残り5人の死刑執行は猶予された（前述）。ロバート・J・メダー少尉は1943年（昭和18年）12月1日に南京で栄養失調による赤痢と脚気で死亡した。1人は1945年（昭和20年）当時重慶で療養していたと報道された。1945年（昭和20年）8月20日に捕虜が解放された。16番機爆撃手ジェイコブ・ディシェイザーは1945年（昭和20年）8月20日に北京で解放されたあとキリスト教の伝道者となり、日本で布教活動をおこなった。
真珠湾攻撃の飛行隊総隊長を務めた淵田美津雄中佐は戦後ディシェイザーの冊子を読んでキリスト教に興味を持ち、1949年（昭和24年）に改宗した。淵田はアメリカ伝道活動中、ジミー・ドーリットルと対面している。一方、ドーリットルは1945年（昭和20年）12月14日にマイアミでパーティを行ったが、攻撃隊参加者80名のうち20名（溺死2、事故死1、銃殺3、獄死1、他戦線での戦死13）が参加できなかった。ドーリットル自身は「指揮官は気に入りの部下を持ってはいけない。それは承知しているが、彼らは特別である。私は彼らのことが気になる。彼らは我が家族の一員である」と記述している。

## 影響

### アメリカ本土空襲
開戦以来日本軍に対し各地で敗退続きだったアメリカ国内は、この空襲によって沸き立った。一方、日本軍も東京初空襲に対抗して、ただちにアメリカ本土に対する攻撃を活発化させた。6月20日、シアトル方面に展開していた日本海軍の潜水艦「伊26」が、カナダのバンクーバー島太平洋岸にあるカナダ軍の無線羅針局を砲撃した。翌6月21日、日本海軍の潜水艦「伊25」が、オレゴン州アストリアにあるフォート・スティーブンス陸軍基地を砲撃した。
その後、連合艦隊司令長官山本五十六大将は、内地で整備中の第一潜水戦隊より潜水艦1隻をアメリカ大陸西岸に派遣し、米本土爆撃および通商破壊作戦を命じた。これはドーリットル空襲に対する報復の意味があった。先遣部隊指揮官（第六艦隊司令長官）は伊25に対し米本土爆撃を命じる。同艦は8月15日に横須賀を出撃、9月9日と同月29日に伊25艦載機がアメリカ西海岸のオレゴン州を2度に渡り空襲した（アメリカ本土空襲）。この空襲による日米両陣営の被害はなかったものの、「ドーリットル空襲」後も敗退を続けたアメリカ政府及び軍は、国民への精神的ダメージを配慮してこの日本海軍機による空襲の事実を公表しなかった。なおこの空襲は、現在に至るまでアメリカ本土に対する唯一の外国軍機による空襲となっている。伊25はアメリカの貨物船2隻とソ連潜水艦L16を撃沈し、10月24日に横須賀へ帰投した。

### 珊瑚海海戦
アメリカ軍機動部隊迎撃のため日本軍は頻繁に無線交信をおこない、傍受したアメリカ軍暗号解読者達は日本軍艦船・基地の最新呼び出し符号を更新した。これはアメリカ軍にとって「最も貴重かつ有益」な情報だった。彼等は新符号「MO」がポートモレスビーであることを解読、南洋部隊（指揮官井上成美第四艦隊司令長官）の次期作戦および艦隊編成に対する手がかりを得た。
エンタープライズとホーネットの2空母は日本本土空襲作戦（本項目）に参加して、4月25日に真珠湾へ帰投した。このため5月7日-5月8日の珊瑚海海戦に参加することが出来なくなった（同海戦に参加したアメリカ軍の空母はヨークタウンとレキシントンの2隻。空母サラトガは西海岸で修理中だった。）。真珠湾での補給を終えた2隻（エンタープライズ、ホーネット）の作戦復帰および珊瑚海進出時期は、5月中旬と予定されていた。

### ミッドウェー海戦
この攻撃の報に、本土防空を受け持っていた陸軍はもとより、海軍の連合艦隊司令長官山本五十六大将は衝撃を受けた。山本長官は寺島健中将（予備役、兵31）にあてた書簡の中で「今考へれば矢張（やはり）布哇（ハワイ）の一撃はやっといてよかったとの感あると共に　結局布哇をとって仕舞はなければ　北廻りも用意となりうべきものと思はれ候」と述べている。
「ドーリットル空襲」が純軍事作戦というよりむしろ戦意高揚を狙った宣伝的作戦であることを見抜きつつ、次回の空襲は本格的な大規模攻撃になると想定し、各部署に警告を発した部隊もある。「本土空襲を受けて山本長官は日本本土の安全確保のため、敵空母殲滅を視野に入れたミッドウェー島攻略作戦を立案した」とされる説も見受けられる が、ミッドウェー作戦自体はドーリットル空襲以前から検討されていた（前述）。4月16日付の大本営海軍部指示（大海指第八十五号）にて、正式に裁可されている。
しかし、ドーリットル空襲以前から日本海軍（とくに連合艦隊）はアメリカ海軍空母機動部隊の跳梁に悩まされていた。
本空襲前に立案されたミッドウェー作戦は、「日本軍のミッドウェー島の占領により、反撃に出てくる米艦隊・機動部隊を撃滅する」「ミッドウェー島の前線基地化により日本本土方面への米潜水艦活動を封殺し、飛行哨戒兵力の進出により、米空母の機動作戦を封じる」「10月予定のハワイ攻略作戦までの"つなぎ"」という、複数の目的をもっていた。
さらにミッドウェー作戦に反対していた軍令部と、関心が薄かった日本陸軍が、ドーリットル空襲を受けてミッドウェー作戦に俄然本気となったのも事実である。これには「空母から航続距離の長い爆撃機を発進させて空襲を敢行する」戦法に対し日本側に反撃の手段がなく、したがって「敵空母を積極的に補足撃滅する」「哨戒基地を前進させる」しか選択肢がなかったという側面がある。
5月5日、大海令第18号にて永野修身軍令部総長は山本長官にミッドウェー島とアリューシャン諸島占領作戦を認可し、陸軍も同作戦に一木支隊を提供した。このアリューシャン作戦には、日本軍にとって貴重な空母2隻（隼鷹、龍驤）が投入された。
また南雲機動部隊司令部や第二艦隊司令部は、乗組員の休養、疲弊した艦の修理、人事異動によって低下した艦隊や航空隊の技量向上のため作戦延期を求めたが、山本以下連合艦隊司令部は却下している。
ドーリットル空襲がミッドウェー作戦に与えた影響の一つに、日本海軍の艦隊間における錯誤がある。内地帰投後、東京の軍令部や海軍省を訪問して次期作戦の説明を受けた南雲機動部隊司令部や第二艦隊司令部は、ミッドウェー作戦の作戦目的を「哨戒基地の前進（ミッドウェー島の日本軍拠点化）により米空母の本土来襲を阻止するもの」と受け止めた。ところが瀬戸内海所在の連合艦隊司令部は、ミッドウェー作戦の主目的を米軍機動部隊撃滅としていた。この意識の違いは、戦艦大和における図上演習で露呈する。連合艦隊参謀長宇垣纏少将は連合艦隊の意図を詳細に説明したが、連合艦隊・南雲機動部隊・第二艦隊間の作戦解釈は最後まで統一されなかったとみられる。

### 中国軍飛行場の破壊
日本陸軍はドーリットル空襲の再発を防ぐため、作戦に利用された浙江省以南の国民革命軍の飛行場を利用できなくすることで、爆撃機による奇襲作戦を阻止しようとした。これを受けて支那派遣軍が実施した作戦が、浙贛作戦である。作戦は1942年5月中旬から7月にかけて実施され、動員兵力約18万、3個飛行戦隊により、目的の飛行場の破壊と同地を守る顧祝同の率いる第三戦区軍34個師団を打ち破ることに成功する。同作戦は1942年9月30日に終了が発表された。連合国側は中国大陸から日本本土を空襲する作戦を立て、投入予定のB-24爆撃部隊が移動中であった。しかし浙贛作戦によって使用予定の飛行場が攻撃占領されたこともあり、この部隊はルーマニアの油田への空爆作戦であるタイダルウェーブ作戦に転用された。

### 成増飛行場
本空襲は、帝都防衛のあり方を問う大きなきっかけとなった。東部軍司令官の中村孝太郎大将は、陸軍防空学校および高射砲第7連隊の高射機関砲を皇居周辺の日劇や国技館の屋上へ配備し、1942年4月20日に、独立飛行第47中隊を防衛司令官の指揮下に入れ、帝都防空の任に当たらせた。軍では、この目的にかなう飛行場として、成増飛行場を建設した。

### 防空都市の建設
政府は空襲をうけて東京が木造家屋が多いことと道路が狭いために火災による延焼が懸念された。このため、都心部で大久保通りの拡幅工事などで強制的に立ち退きを要求され木造の民家の取り壊しが各地で行われた。日本ニュース映画社に映像記録が残されている。

### 造幣局「桜の通り抜け」の中止
本空襲のあった1942年4月18日は1883年以来、恒例行事となっていた造幣局の「桜の通り抜け」の行事が催されていたが、空襲警報発令により中止され、以後、1947年まで中断した。本空襲での直接の被害はなかったものの戦災により約500本の桜のうち6割が焼失した。

## エピソード

### 爆撃目標の情報源
1934年にアメリカのスパイでもあったメジャーリーガーのモーリス・バーグによって撮られた写真が東京や横浜など日本主要都市を爆撃し、軍需工場の位置を把握するのに利用された。 空母から出動した爆撃機が正確に軍需基地を爆撃したため日本を慌てさせ、1945年の東京大空襲作戦、広島と長崎への原爆投下など、バーグの写真は有用な情報として日本本土への攻撃に用いられた 。

### 皇族
空襲実施にあたり、ドーリットル中佐は「皇居を爆撃すると日本の団結力が強まる」との観点から東京の皇居を爆撃目標から外していた。4月18日8時30分の警戒警報発令により、永野修身軍令部総長は宮城に参内、11時30分から20分にわたり昭和天皇に状況を説明する。正午0時28分の空襲警報発令により三種の神器を宮内省第二期庁舎金庫室へ移御、天皇・香淳皇后・貴子内親王は約30分後に同場所へ避難した。赤坂離宮の皇太子（明仁上皇）、沼津御用邸の皇太后（貞明皇后）、他皇族たちも、それぞれ所在地の避難所に移った。午後2時、杉山元参謀総長は天皇に空襲状況を奏上。午後3時51分に空襲警報解除、天皇・皇后・正仁親王・貴子内親王は4時18分に御常殿に戻った。成子内親王・和子内親王・厚子内親王は呉竹寮に戻った。
同年10月26日の南太平洋海戦で、日本海軍は米空母ホーネットを撃沈し、空母エンタープライズを撃破する（日本側は米空母3隻撃沈と誤認）。翌日、昭和天皇は城英一郎大佐（侍従武官）に対し、「敵空母〔を〕昨日の戦闘にて大に撃破せしたため、敵は空母にて本土空襲の可能性なくなりたるに非ずや」と下問した。城大佐は、アメリカには特設空母が20隻以上あるので楽観できないと上聞している。

### 東條機とすれ違う
東條英機総理大臣は、この日の午前中に宇都宮市内を視察した後に次の目的地である水戸に大臣専用機（一〇〇式輸送機ないし三菱MC-20旅客機、首相専用機か陸相専用機かは不明）で向かった。正午、専用機は水戸上空でドーリットル機と約20キロメートルの距離ですれ違った。東條は同乗した秘書官に「あれはアメリカ（の飛行機）だぞ」と叫んだ。秘書官によれば双方の顔が見える距離まで接近していたという。アメリカ側も専用機を銃撃せずそのまま西へ向かった。専用機が飛行場に着陸してすぐ、東條は東京が空襲されたことを初めて知った。東條首相は「すぐ飛行機で（東京に）帰る」と言い出したが、周囲が「東京の警戒を混乱させる」という理由で、水戸発午後3時の列車で帰京させた。この列車は午後5時45分上野駅に着いた。東條は途中、天機奉伺の記帳のため皇居に寄り、首相官邸に各閣僚からの情報をまとめた後、午後8時に皇居に参内し、天皇に空襲に関する報告をした。
なお、海軍の山本長官は軽い腹痛のため勤務を休んでいた。
軍令部第一部長福留繁中将は、長谷川清台湾総督の招待を受けて帝国ホテルで昼食中であった。

### シャングリラ
「ドーリットル空襲」の成功はすぐにアメリカ本国でも宣伝されたが、当初米政府からの正式発表はなく、情報源は日本やその他の枢軸側に限られ、作戦の全容は長く秘匿された。
空母ホーネットの名も例外ではなく、日本軍の捕虜となったB-25搭乗員達も「陸地から発進した」等、情報の秘匿につとめたが、4月21日にホーネットの名前を明らかにしている。記者会見で空襲の成功を発表したアメリカのルーズベルト大統領は記者団からの「爆撃機はどこから発進したのか?」という質問に対し、「発進地はシャングリラ」と答え、煙に巻いた。淵田美津雄（当時、赤城飛行長）は、空母赤城艦上でルーズベルトの声明を聞き、実際に海図を広げてシャングリラの位置を探したという。
シャングリラとは、ジェームズ・ヒルトンによる1933年発表のベストセラー小説で1937年にはハリウッドで映画化もされた『失われた地平線』に出てくる架空の地名で、ヒマラヤ付近にあるとされる神聖な都である。それを知らない記者には冗談が通じず「爆撃機は空母シャングリラから発進」と一部で誤って報道された。このエピソードが元になったものか、後日、アメリカ海軍は本当に空母シャングリラ（CV-38 エセックス級航空母艦の1隻）を就役させ、さらにその空母を用いて着艦フックなどの装備を搭載するなどの改修をしたPBJ（B-25の海兵隊仕様機）で発着艦試験が行われた。

### 仇討ち
1943年12月10日、ビルマ戦線（ビルマ航空戦）にて陸軍航空部隊飛行第50戦隊の一式戦「隼」25機は、中国へ補給物資を空中輸送している輸送機4機とともにアメリカ陸軍航空軍のB-25 1機（捜索救助飛行隊ポーター大尉機）を確実撃墜したが、このB-25協同撃墜者の一人である前川美雄伍長はドーリットル空襲で姉を亡くした人物であり、この撃墜は「姉の仇」となっている。

### ドーリットルが連れてきた「UFO」
SF作家の光瀬龍はエッセイ『私のUFO』にて、ドーリットル空襲当日に体験した「未確認飛行物体」の目撃談を綴っている。同日14時頃、光瀬の自宅があった練馬町付近の上空で、2機の九七式戦闘機が「SB2Aに類似したシルエットの、艦上機と思しき空冷エンジン単発引込脚の中翼単葉機」1機を追撃している模様を目撃したが、戦後になって日米双方の記録を調査しても該当する空戦の記録は発見できなかったという。

### B-21
アメリカ軍が配備しているB-2とB-52を置き換える予定のB-21は、ドーリットル空襲を行った部隊の通称『Doolittle Raiders』にちなみレイダー（Raider）と命名された。

## 関連作品
映画
- パープル・ハート（英語版）（アメリカ、1944年、監督：ルイス・マイルストン）
- 東京上空三十秒（アメリカ、1944年、監督：マーヴィン・ルロイ）
- ミッドウェイ（アメリカ、1976年、監督：ジャック・スマイト）
- パール・ハーバー（アメリカ、2001年、監督：マイケル・ベイ）
- デスティニー・イン・ザ・ウォー（中国、2017年、監督：ビレ・アウグスト）
- ミッドウェイ（アメリカ、2019年、監督：ローランド・エメリッヒ）